# Frederik Adolph Mørck
Frederik Adolph Mørck (25. juli 1815 i København – 19. august 1873 sammesteds) var en dansk embedsmand og portrætsamler.
Han var søn af skræddermester Hans Christian Mørck og Anne Jacobine f. Engelstad. Forældrene, der havde en talrig børneflok, havde ikke råd til at koste noget videre på hans uddannelse, og han blev derfor, 14 år gammel, sat på Kronborg Amtstue; der fra kom han 1834 ind som skriver i Danske Kancelli, snart efter blev han tillige håndskriver hos kancellipræsidenten gehejmeråd Poul Christian von Stemann og blev i denne stilling i 21 år, lige til Stemanns død 1855. Mørck blev 1846 kancellist i Ordenskapitlet, fik 1851 titel af assessor, blev 1860 fuldmægtig, 1863 kasserer og bogholder samt kancelliråd.
Her traf han Caspar Frederik Wegener, der vakte hans lyst til at samle, og han lagde da tidlig grunden til en portrætsamling af danske, norske og holstenere, der efterhånden blev meget smuk og værdifuld; det var dog ikke så meget ved antallet (henved 6000 portrætter foruden 600 fotografier) som ved gode eksemplarer og mange sjældenheder, at samlingen udmærkede sig. Det havde været Mørcks hensigt at skænke den til Den Kongelige Kobberstiksamling, men ved hans pludselige død var der ikke truffet nogen endelig bestemmelse derom, og samlingen bortsolgtes da ved auktion 1874. Auktionskataloget var, indtil Westergaards portrætkatalog forelå færdigt 1933, et værdifuldt supplement til Strunks katalog fra 1865.
Mørck blev 1869 Ridder af Dannebrog og 1872 justitsråd. Han døde 19. august 1873. 1. oktober 1870 var han blevet gift i Vor Frue Kirke med Emilie Lovise Bergeskov (2. januar 1809 i Roskilde – 3. juli 1898 i København), datter af konsumtionsbetjent i Roskilde Lauritz Nicolai Bergeskov (1762-1816) og Elison f. Gordon (1774-1849).
Han er begravet på Assistens Kirkegård. Der findes et portrætmaleri af Mørck af F.C. Lund 1866 (Frederiksborgmuseet). Stik af Magnus Petersen 1874.